# Albligen
Albligen (toponimo tedesco) è una frazione di 468 abitanti del comune svizzero di Schwarzenburg, nel Canton Berna (regione di Berna-Altipiano svizzero, circondario di Berna-Altipiano svizzero).

## Storia

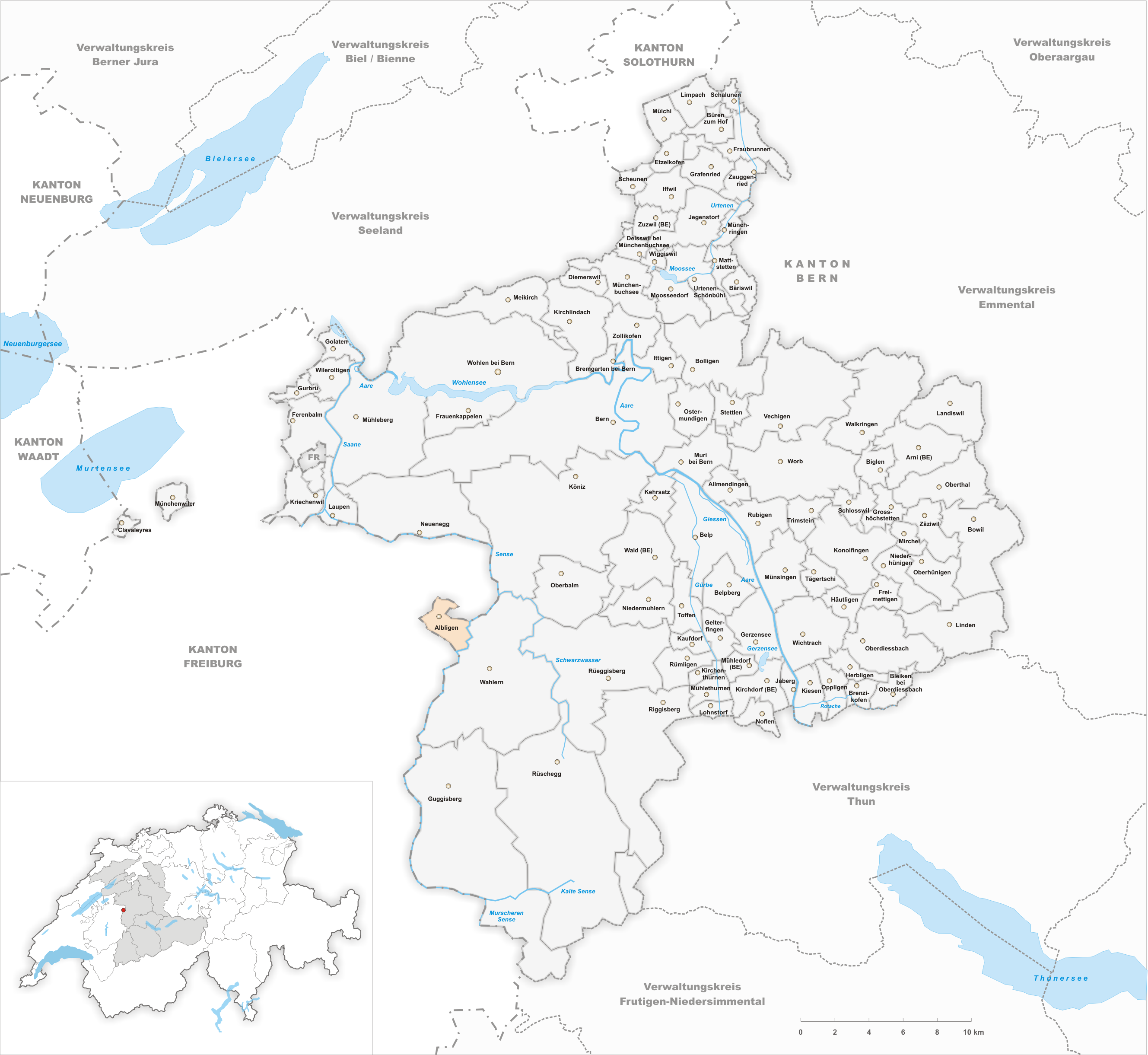
Il territorio del comune di Albligen prima degli accorpamenti comunali del 2011

Già comune autonomo che si estendeva per 4,28 km² e che comprendeva anche le frazioni di Änetmoos, Harris e Wallismatt, il 1º gennaio 2011 è stato accorpato all'altro comune soppresso di Wahlern per formare il nuovo comune di Schwarzenburg.

## Monumenti e luoghi d'interesse

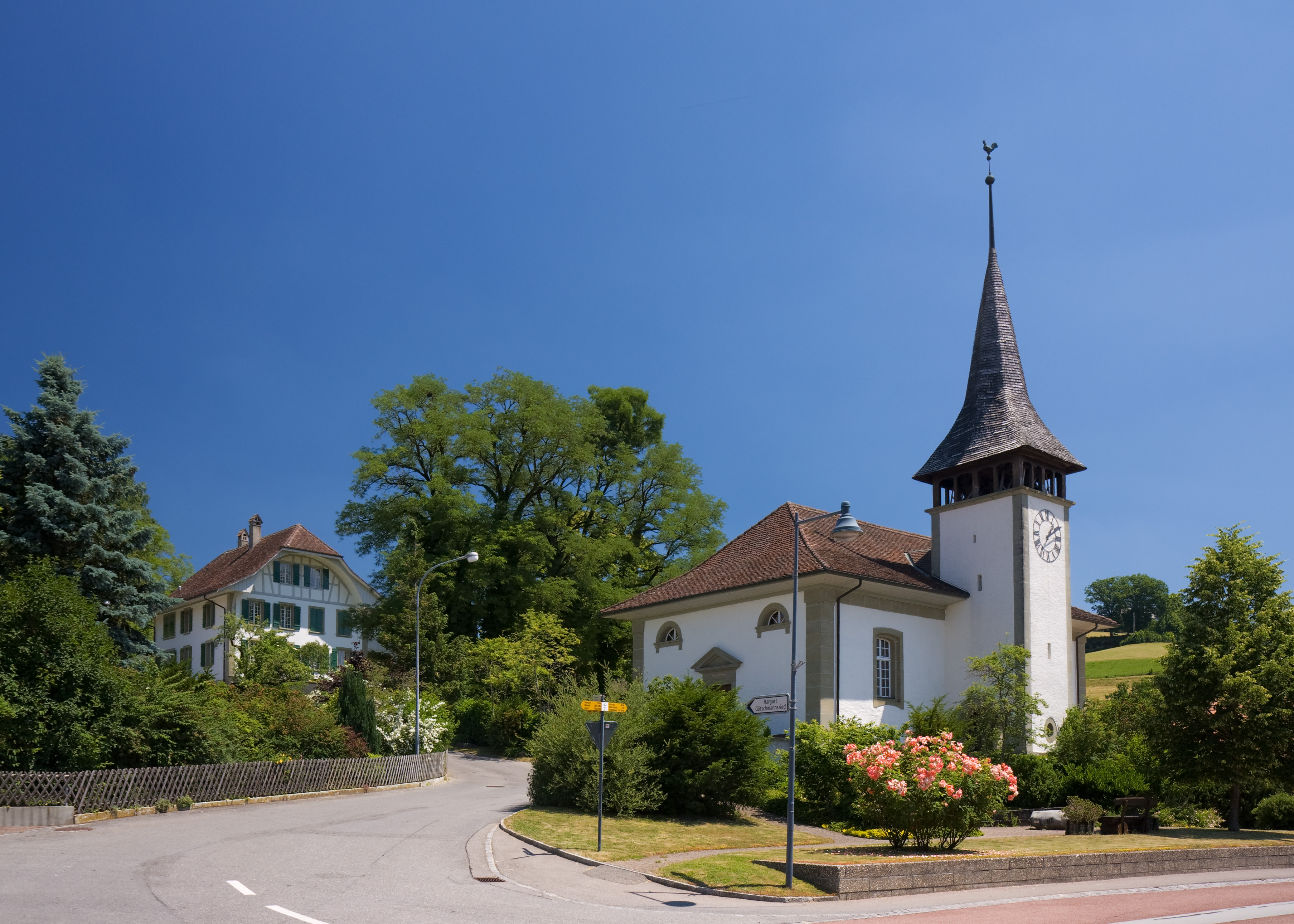
La chiesa riformata

- Chiesa riformata (già dei Santi Pietro e Paolo), eretta nel 1485 e ricostruita nel 1823[1].

## Società

### Evoluzione demografica
L'evoluzione demografica è riportata nella seguente tabella:
Abitanti censiti

## Amministrazione
Ogni famiglia originaria del luogo fa parte del cosiddetto comune patriziale e ha la responsabilità della manutenzione di ogni bene ricadente all'interno dei confini del comune; la frazione di Harris costituisce un comune patriziale autonomo.